# Wybory komunalne w Meklemburgii-Pomorzu Przednim w 2009 roku
Wybory komunalne w Meklemburgii-Pomorzu Przednim w 2009 roku – odbyły się 7 lipca 2009, równolegle do przeprowadzanych w tym samym dniu wyborów do Parlamentu Europejskiego. Frekwencja wyniosła 46,6%.

## Wyniki zbiorcze w skali landu
| Partia                | Głosy | Zmiana | Miejsca |
| --------------------- | ----- | ------ | ------- |
| CDU                   | 31,8% | −7,0%  | 278     |
| Die Linke             | 21,6% | +1,4%  | 190     |
| SPD                   | 19,3% | +0,2%  | 167     |
| FDP                   | 8,7%  | +2,6%  | 76      |
| Bündnis 90/Die Grünen | 5,0%  | +1,9%  | 41      |
| NPD                   | 3,2%  | +2,4%  | 26      |
| indydidualni          | 1,7%  | −1,1%  | 9       |
| inni                  | 8,8%  | −0,3%  | 76      |